# Olympische Winterspiele 1956/Teilnehmer (Bulgarien)
| Gelbes Symbol für Goldmedaillen mit stilisierten Olympischen Ringen | Graues Symbol für Silbermedaillen mit stilisierten Olympischen Ringen | Braundes Symbol für Bronzemedaillen mit stilisierten Olympischen Ringen |
| ------------------------------------------------------------------- | --------------------------------------------------------------------- | ----------------------------------------------------------------------- |
| —                                                                   | —                                                                     | —                                                                       |

Bulgarien nahm an den VII. Olympischen Winterspielen 1956 in der italienischen Gemeinde Cortina d’Ampezzo mit einer Delegation von sieben Athleten in zwei Disziplinen teil, davon sechs Männer und eine Frau.

## Teilnehmer nach Sportarten

### Ski Alpin
Männer
- Georgi Dimitrow
Abfahrt: 18. Platz (3:18,1 min)
Riesenslalom: 34. Platz (3:28,9 min)
Slalom: 13. Platz (3:35,9 min)

- Petar Iwanow Angelow
Abfahrt: 27. Platz (3:38,5 min)
Riesenslalom: 44. Platz (3:40,0 min)
Slalom: 32. Platz (4:16,2 min)

- Georgi Waroschkin
Abfahrt: 24. Platz (3:30,0 min)
Riesenslalom: 41. Platz (3:33,9 min)
Slalom: disqualifiziert

### Skilanglauf
Männer
- Christo Dontschew
30 km: 43. Platz (2:02:10 h)
50 km: 26. Platz (3:26:06 h)

- Sacharin Griwew
15 km: 54. Platz (58:11 min)
30 km: 44. Platz (2:03:21 h)

- Dimitri Petrow
15 km: 53. Platz (57:53 min)

Frauen
- Marija Dimowa
10 km: 34. Platz (45:52 min)